# Bedonia
Bedonia – miejscowość i gmina we Włoszech, w regionie Emilia-Romania, w prowincji Parma.
Według danych na rok 2004 gminę zamieszkuje 3810 osób, 22,8 os./km².